# Pablo Lozano
Pablo Lozano Martín (Alameda de la Sagra, 29 de agosto de 1931 - Madrid, 29 de octubre de 2020), apodado como La Muleta de Castilla, fue un torero, empresario y ganadero de bravo. Hermano de Manuel, Eduardo y José Luis Lozano, fue apoderado de importantes diestros desde los años ochenta así como propietario de la ganadería de Alcurrucén, El Cortijillo y de Hermanos Lozano.

## Biografía

### Torero

#### Novillero
Segundo hijo de una familia acomodada de Toledo, Pablo Lozano se inicia en el mundo del toro en el verano de 1949, vistiéndose de luces por primera vez el 26 de agosto de ese año, en una novillada celebrada en la Plaza de toros de Orgaz. Formándose como novillero en esos meses, siguió toreando de forma modesta en plazas de la provincia de Toledo hasta conseguir debutar con picadores en la Plaza de toros de Mora de Toledo un mes después, el 16 de septiembre, y presentándose ante la afición de Toledo días más tarde, el día 28, con un encierro de la ganadería de Eugenio Ortega, de Añover de Tajo.

La temporada de 1950 le permitió recorrer algunas de las principales plazas de toros de España, como Las Arenas y La Monumental de Barcelona, donde llegó a anunciarse un total de seis veces en un mismo año. Su presentación como novillero en la Plaza de toros de Las Ventas llegaría el 1 de junio de 1950, acartelándose junto a Pablo Lalanda y Jaime Malver, con una corrida de María Montalvo:
Pablo Lozano es un muchacho de talla alta, con un largo desplazamiento de los brazos, que mueve en son de buen toreo. [...] Este muchacho, de empaque, muy serio, es una cosa seria. Tiene algo que es fundamental: está siempre muy bien colocado. Torea a la verónica con mucha majestad y con la muleta le vamos aire de gran torero. No se puede decir más de quien empieza. 
Como novillero volvió a comparecer, nuevamente, el 23 de agosto de 1951 en la Plaza de toros de Madrid. En esta ocasión se dispuso a lidiar un encierro de Domingo Ortega, remendados con un novillo de Batanejos y otro de Moreno Yagüe. Compartiendo cartel junto a Enrique Vera y José Navarro, Lozano recibió en esta tarde su bautizo de sangre, siendo corneado durante la faena de muleta al cuarto de la tarde, al que siguió toreando a pesar de la cornada hasta acabar con el animal al que le cortó la oreja.

#### Matador de toros
Las consecuencias de la cornada de Madrid obligaron a retrasar la cita prevista para la alternativa de Pablo Lozano que terminó por fecharse el 25 de septiembre de 1951 en la Plaza de toros Monumental de Barcelona, con una corrida de Samuel Flores y Atanasio Fernández, en la que actuó como padrino Luis Miguel Dominguín y como testigos los diestros José María Martorell y Manuel González. El toro de la alternativa, un 'samuel' de nombre Tirano, negro, herrado con el número 137: "El joven lidiador brindó a la concurrencia y derrochó voluntad a lo largo de una faena de muleta lógicamente un tanto nerviosa, epilogada con un pinchazo sin abandonar el acero y un volapié entero ligeramente desprendido".
La confirmación de alternativa, en Las Ventas, llegaría el 18 de mayo de 1952. Una tarde de toros en la que se despenaron toros de José Ignacio Vázquez de Pablo y en la que se anunciaron Antonio Bienvenida, Paco Muñoz y Pablo Lozano, abriendo la terna un toro de rejones que lidió el duque de Pinohermoso. La prometedora carrera de Lozano le permite estar en activo hasta el año 1963 momento a partir del cual se retirará de los ruedos para dedicarse a otras facetas del mundo taurino.

### Ganadero
Desde los años sesenta del siglo XX, Pablo Lozano en compañía de sus hermanos estuvo al frente de la ganadería de Alcurrucén. Una explotación agropecuaria, destinada a la crianza del toro bravo, que compró en 1967 a los herederos del ganadero salmantino Juan Sánchez Tabernero y que, en la actualidad, pastan entre las provincias de Cáceres y de Toledo. Asimismo, en la actualidad este hierro está considerado como uno de los máximos exponentes del Encaste Núñez y ha sido triunfadora, en reiteradas ocasiones, y gracias al juego de sus toros, como una de las ganaderías más bravas de la Feria de San Isidro de Madrid. Asimismo, desde 2006, fue uno de los copropietarios del segundo hierro titular de la familia, Hermanos Lozano.

### Empresario
En compañía de sus hermanos, y junto a otros empresarios, Pablo Lozano desarrolló una activa carrera dentro del mundo de la gestión y explotación de plazas de toros de España y América, entre las más importantes cabe destacar Las Ventas de Madrid, Zaragoza, Valencia, Albacete, Pontevedra, Vista Alegre (Madrid) en España, y Bogotá, Medellín, Cartagena de Indias,Manizales, Cali, Quito, en América  . Además de ser copropietario de la Plaza de toros de Pontevedra, Lozano en compañía de sus hermanos fue uno de los propietarios de la empresa Toresma 2, encargada de la gestión de la Plaza de toros de Las Ventas durante los años 90. En 1989, les sería adjudicada por parte de la Comunidad de Madrid la explotación de la plaza venteña, donde Pablo Lozano se encargó especialmente de la selección y contratación de ganaderías. Una labor que desempeñaría junto a sus hermanos con gran éxito hasta el año 2004, cuando tras 14 años de gestión renuncian a la prórroga por dos años de la gestión de la plaza a la que tenían derecho.

### Apoderado
Durante su trayectoria dentro del mundo del toro, Pablo Lozano fue uno de los apoderados o mánager más representativos del sector al conducir las carreras profesionales de algunos toreros importantes como Curro Romero, Palomo Linares, El Cordobés, Juan Antonio Ruiz “Espartaco”, José María Manzanares (senior), César Rincón, Fernando Lozano (hijo), Manuel Caballero, Vicente Barrera, Eugenio de Mora o Sebastián Castella. Asimismo, durante sus últimos años, estuvo al frente de la carrera profesional junto a sus hijos del diestro toledano Álvaro Lorenzo, considerándose como su descubridor.

## Pasodoble "Pablo Lozano"
Fruto de su éxito como torero en los años cincuenta, el diestro toledano Pablo Lozano llegó a disponer de un pasodoble propio, dedicado a su persona por el compositor Lázaro Nájera. Una composición, preparada para banda, que corrió con la instrumentación para este tipo de formación musical por Santiago Berzosa.

## Vida personal
Pablo Lozano,estuvo casado con María Guadalupe Perea (+) fruto de su matrimonio, tuvo tres hijos: Pablo, Luis Manuel y Fernando, este último también matador de toros de alternativa con éxito Y que hoy los tres siguen la estela familiar como empresarios, ganaderos y apoderados dentro del mundo del toro con buen éxito , gestionando diferentes plazas como la Plaza de toros de Toledo, Algeciras, Albacete o Pontevedra.

### Fallecimiento
El 29 de octubre de 2020 se dio a conocer la muerte del veterano empresario, afectado por coronavirus (SARS-CoV-2). Tras ser velado en el Tanatorio de La Paz, el cuerpo fue trasladado para su inhumación al Cementerio de San Isidro de Madrid.